# Tip-Top (kabaret)
Tip-Top – teatrzyk działający w Warszawie w 1939 roku. Jego siedzibą były sala przy ul. Mokotowskiej 73.

## Historia
Teatrzyk otworzył się 12 sierpnia 1939 roku w dawnym Teatrze Buffo. Tytuł rewii brzmiał „Kto kogo”. Teksty napisali Minkiewicz, Antoni Słonimski, Jerzy Jurandot, Władysław Szlengel. Udział wzięli Hanka Ordonówna, Chór Dana, Feliks Parnell, Eugeniusz Bodo, Stońć, Walter, Chmurkowska, Koszutski, Wolińska, Maria Żejmówna, Punia Halama. Dyrektorem był Marek Bayer. Ordonówna wykonywała numer S.O.S.  30 sierpnia 1939 roku warszawska prasa anonsowała premierę następnego programu, ale już do niej nie doszło z powodu wybuchu II wojny światowej.